# Gilvánfa
Gilvánfa ist eine ungarische Gemeinde im Kreis Sellye im Komitat Baranya. Zur Gemeinde gehört der Ortsteil Várgatelep. Etwa zwei Drittel der Bewohner zählen zur Volksgruppe der Roma.

## Geografische Lage
Gilvánfa liegt 27 Kilometer südwestlich des Komitatssitzes Pécs und 10 Kilometer nordöstlich der Kreisstadt Sellye an dem Fluss Bükkösdi árapasztó. Nachbargemeinden sind Magyarmecske, Magyartelek, Kisasszonyfa, Bogádmindszent, Páprád und Besence.

## Geschichte
Über die Herkunft des Ortsnamens gibt es verschiedene Vermutungen: eine besagt, dass der Name von dem alten ungarischen Personennamen Gilván abgeleitet wurde, eine andere besagt, dass sich der Name von der ungarischen Bezeichnung für einen Baumschwamm (gilva, Gemeiner Schwefelporling) ableitet, der in dieser Gegend wuchs. Die ersten bekannten schriftlichen Erwähnungen des Ortsnamens in der Form Gylwánfalwa finden sich im päpstlichen Zehntregister von 1332–1335 und in einer Urkunde aus dem Jahr 1410. Die Siedlung wurde 1747 von Lajos Batthyány mit königlicher Zustimmung gekauft und nach seinem Tod 1766 Teil der umfangreichen Besitzungen der gräflichen Familie Batthyány. Bei der Volkszählung von 1880 wurden 52 rumänischsprachige Roma aufgeführt. Im Jahr 1913 gab es in der damaligen Kleingemeinde 65 Häuser und 375 Einwohner auf einer Fläche von 2717 Katastraljochen. Sie gehörte zu dieser Zeit zum Bezirk Szentlőrincz im Komitat Baranya. Bis 1945 sorgte in Gilvánfa der Anbau von Weizen, Mais, Futterrüben, Klee, Luzerne und Hanf zusammen mit der Rinder- und Schweinehaltung für den überwiegenden Teil des Einkommens der Landwirte. Anfang der 1950er Jahre war die Schule in Gilvánfa eine der am schlechtesten funktionierenden Einrichtungen im Bezirk Sellye. Laut einem Bericht zur Situation der Bildungseinrichtungen gab es dort die meisten Schulversäumnisse. In der zweiten Hälfte der 1950er Jahre wurde die Siedlung Vargatelep südlich des Ortes errichtet, auf Initiative des Ratsmitgliedes János Varga. Im Ort lebten zwei unterschiedliche, stark voneinander getrennte Gruppen von Roma. Bei der Volkszählung 1960 waren bereits etwas mehr als die Hälfte der Bewohner der Gemeinde Roma. Als Folge der Abschaffung des Schulbezirks wurde in den 1980er Jahren die Schule in Gilvánfa geschlossen und die Kinder mussten die Schule in Magyarmecske besuchen.

## Söhne und Töchter der Gemeinde
In Gilvánfa wurde der Maler József Fenyvesi (1928–2005) geboren, ein Roma, der als Autodidakt das dörfliche Leben und die Legenden seines Volkes malte.

## Sehenswürdigkeiten
- Römisch-katholische Kirche (Szűz Mária neve római katolikus iskolakápolna)
- Weltkriegsdenkmal

## Verkehr
Durch Gilvánfa verläuft die Landstraße Nr. 5805. Es bestehen Busverbindungen über Besence nach Sellye sowie über Szentlőrinc nach Pécs. Der nächstgelegene Bahnhof befindet sich acht Kilometer nördlich in Gyöngyfa-Magyarmecske.